# Николай (Велимирович)
Епи́скоп Никола́й, серб. Епископ Николај, в миру Ни́кола Велими́рович, серб. Никола Велимировић (23 декабря 1880 года (5 января 1881 года) — 18 марта 1956 года) — архиерей Сербской православной церкви, епископ Жичский.
19 мая 2003 года канонизирован Сербской церковью как святитель; память — 5 марта и 20 апреля по юлианскому календарю.

## Биография

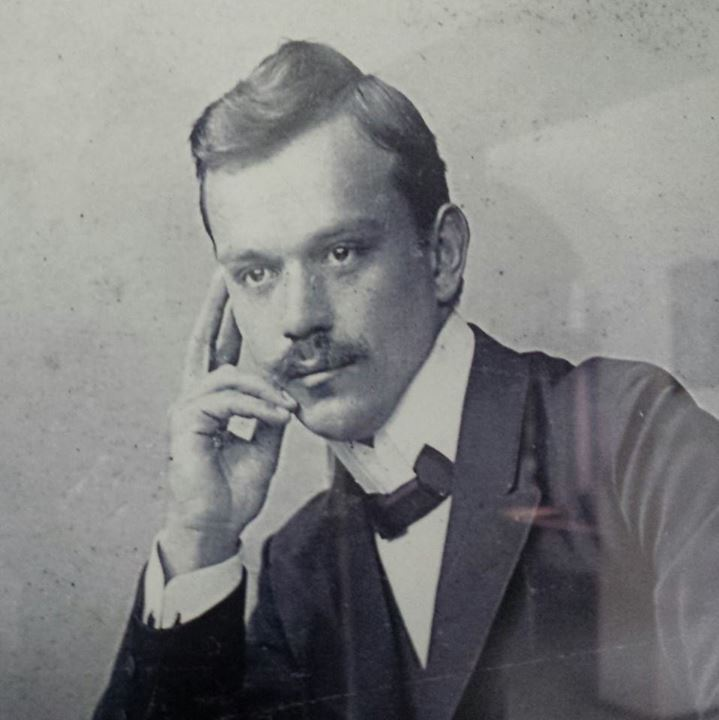
Никола Велимирович в студенческие годы

Никола Велимирович родился 23 декабря 1880 года в горном селе Лелич в западной части Сербии в многодетной крестьянской семье Драгомира и Екатерины Велимирович. Известно, что его семья переехала в Лелич в конце XVIII века из Осата в Боснии.
Образование начал в школе при монастыре Челие, куда отдал его отец, чтобы научить грамоте, но настолько, «чтобы он мог знать, как читать уведомления от властей и отвечать на них», а затем держать его в деревне в качестве кормильца и «образованного» человека. С первых дней Никола проявлял свое необычайное рвение к обучению. Его одарённость была замечена учителем Михаилом Ступаревичем, который рекомендовал ему продолжить образование в Валевской гимназии, где Никола показал себя хорошим учеником, хотя, чтобы получить образование, он служил в городских домах, как и большинство школьников в то время.
По окончании шестого класса гимназии пытался поступить в Военную академию, но медицинская комиссия признала его негодным из-за низкорослости и недостаточного объёма груди. Сразу после этого Никола подал документы в Белградскую духовную семинарию, где он был принят, хотя опять не без труда, якобы из-за слабого певческого слуха.
Его учёба в семинарии была успешной. Достигнутые им успехи в науках являлись результатом систематической работы. К 24 годам он уже изучил произведения Негоша, Шекспира, Гёте, Вольтера, Гюго, Ницше, Маркса, Пушкина, Толстого, Достоевского и других. Особенно он был замечен мыслями о Негоше, которого он любил как поэта и мыслителя ещё со времён учёбы в Валевской гимназии.
Во время учёбы в Белграде заболел туберкулёзом из-за проживания в тесной квартире и плохого питания. После окончания семинарии некоторое время работал учителем в деревнях Драчичу и Лесковице, возле Валева, где близко познакомился с жизнью и душевным состоянием сербских крестьян и подружился со священником Саввой Поповичем, беженцем из Черногории, с которым он ходил по народу и помогал ему в приходских делах. По совету своего врача Никола провёл летние каникулы на море, так он познакомился и с любовью описал жизнь жителей Которского залива, Черногории и Далмации. Уже в семинарии он помогал Алекси Иличу редактировать газету «Хришћански весник», в которой на протяжении нескольких лет публиковал свои первые письма и труды.
Обучался на старокатолическом теологическом факультете Бернского университета, получив в 1908 году доктора богословия magna cum laude, защитив диссертацию по теме «Вера в воскресение Христа как основа догматов Апостольской Церкви»; работа была написана на немецком языке и опубликована в Швейцарии в 1910 году, а затем переведена на сербский язык. Впоследствии окончил философский факультет в Оксфордском университете, подготовив там диссертацию по теме «Философия Беркли» на соискание учёной степени доктора философии и защитив её в Женеве на французском языке.
Вернувшись в Сербию, начал преподавать в Белградской семинарии и одновременно печатал свои статьи в сербских церковных журналах. После выздоровления от туберкулёза принял в монастыре Раковица близ Белграда монашеский постриг под именем Николай.
В 1910 году уехал учиться в Россию, в Санкт-Петербургскую духовную академию. Во время обучения много путешествовал по России, посетил все наиболее известные святые места, ближе узнал русский народ.
Вернулся в Сербию, где его застала Первая мировая война, во время которой отец Николай на боевых позициях исповедовал и причащал сербских солдат, укреплял их дух проповедью. Своё жалование он до конца войны перечислял на нужды раненых.
В 1920 году поставлен епископом Охридской епархии. 21 июня 1934 года назначен епископом Жичским.
18 ноября 1942 года был арестован по личному приказу Гитлера «уничтожить сербскую интеллигенцию, обезглавить верхушку Сербской православной церкви, причем в первом ряду — патриарха Дожича, митрополита Зимонича и епископа Жичского Николая Велимировича…». Он был помещён под стражу в монастыре Войловица в Панчеве, где 13 марта 1943 года ему сослужил литургию Фаддей Витовницкий. Пребывая в монастыре, владыка Николай осуществил редактуру и правку сербского перевода Нового Завета, сделанного Вуком Караджичем. 14 сентября 1944 года вместе с патриархом Сербским Гавриилом был переведён в концентрационный лагерь Дахау, где они содержались в особом отделении для высшего офицерства и духовенства (нем. Ehrenbunker). Однако больше никто из европейских религиозных особ такого ранга под стражу заключен не был. В Дахау епископ Николай и патриарх Гавриил содержались до конца войны — их освободила 8 мая 1945 года 36-я американская дивизия. По освобождении епископ выехал в Англию, а оттуда — в США.
Последние дни провёл в русском монастыре святого Тихона в штате Пенсильвания, где скончался 18 марта 1956 года. Из монастыря тело владыки было перенесено на кладбище сербского монастыря Святого Саввы в Либертивилле (штат Иллинойс).
По словам архиепископа Иоанна (Шаховского), епископу Николаю принадлежит стих, ставший в Сербии гимном сербского православного народного движения «богомольцев»:

Помози нам, Вишни Боже,

Без Тебе ништо не може,

Ни орати, ни спевати,

Ни за правду воевати…

Также епископ Николай считается автором стихотворения «Вера наша» (припев Вера вечна, вера славна, Наша вера Православна!, положенного на музыку.

## Взгляды
По своим социально-политическим взглядам епископ Николай был близок к сербскому фашистскому движению ЗБОР, считаясь при этом англофилом. В 1935 году он высказал следующее суждение о Гитлере, сравнив его с основателем автокефалии Сербской Церкви арх. Саввой (Неманичем):
Необходимо выразить уважение нынешнему немецкому вождю, который, будучи простым ремесленником и человеком из народа, осознал, что национализм без веры есть аномалия, холодный и опасный механизм. И таким образом в 20 веке он пришел к идее святого Саввы и как светский человек осуществил для своего народа важнейший труд, подобающий святому, гению и герою. Оригинальный текст (серб.)Ипак се мора одати признање садашњем немачком Вођи, који је као прост занатлија и човек из народа увидео да је национализам без вере једна аномалија, један хладан и несигуран механизам. И ево у 20. веку он је дошао на идеју Светога Саве, и као лаик подузео је у своме народу онај најважнији посао, који приличи једино светитељу, генију и хероју.”
В письме к епископу Дионисию прокомментированное им следующим образом:
Относительно того нападения «брата священника» на меня в «Сл. Слове», тебе следует знать истину, а я не намерен вступать в полемику. А истина такова: Я читал лекцию в Коларчевском университете о национализме Святого Саввы, в праздник святосавский, и был то 1935 год, а кто этого не знает, может подумать, что я помянул вождя немецкого народа во время войны. В этом последнем случае, зачем бы меня немцы держали под арестом от первых дней и до последних? Я величал Святого Савву, а не Г… [Гитлера]. Сказал я, что Святой Савва, как святитель, гений и герой сербского народа создал сербскую национальную Церковь 700 лет назад, и в той Церкви объединил весь сербский народ. Дело, которое нигде не повторилось на Западе. Паскаль пытался в 16 веке создать национальную галликанскую Церковь для французов, но не преуспел. — А вождь немецкого народа, какой-то простой ремесленник, пытается осуществить это дело, которое приличествует единственно святителю, гению и герою, то есть Св. Савве. В одной более поздней речи (или статье, не помню) я вновь обратился к Гитлеровской попытке создать национальную немецкую объединённую Церковь и цитировал его слова в Рейхстаге: «я», говорит, «пытался объединить немецкую Церковь в единую национальную немецкую Церковь, но моя попытка провалилась». Итак, всё, что сказано и написано в 1935 году в связи с нашим праздником, сказано в похвалу Святого Саввы — святителя, гения и героя — а не в чью-нибудь другую похвалу. Ибо и Паскаль, и Гитлер послужили мне только как примеры неуспеха в сравнении с блистательным успехом Святого Саввы.
Кто имеет уши слышать, да слышит, и кто имеет разум, да разумеет. Аминь.Оригинальный текст (серб.) Односно оног напада „брата свештеника“ на мене у „Сл. Реци“, ти треба да знаш истину, а ја не мислим улазити у полемику. А истина је ово: I Ја сам држао предавање на Коларчевом универзитету о национализму Светога Саве, у години светосавској, а то је била 1935. година, а ко то не зна, мислио би да сам ја споменуо вођу немачког народа у време рата. У овом последњем случају, зашто би ме Немци ухапсили од првих дана – па до последњих? II Ја сам величао Светога Саву а не Х…… Рекао сам, да је Свети Сава, као светитељ, геније и херој српског народа створио српску националну цркву пре 700 година, и у тој цркви ујединио сав српски народ. Дело, које се нигде није поновило на западу. Паскал је покусао у 16. веку да створи националну галиканску цркву за Французе, али није успео. – А вођ немачког народа, један прост занатлија, покушава да изведе оно дело које једино приличи светитељу, генију и хероју, т.ј. Св.Сави. У једном доцнијем говору / или чланку, не сећам се / ја сам се поново вратио на Хитлеров покушај, да створи националну немачку уједињену цркву и цитирао сам његове речи у Рајхстагу: „ја сам“, рекао је, „покушао да ујединим немачке цркве у једну националну немачку цркву, али мој покушај је пропао.“ Дакле, све што је речено и написано у 1935.г. у вези наше прославе, речено је у похвалу Светога Саве – светитеља, генија и хероја – а не у ма чију другу похвалу. Јер и Паскал и Хитлер послужили су ми само као примери неуспеха у сравњењу са сјајним успехом Светога Саве. Ко има уши да чује нека чује, и ко има разум нека разуме. Амин. 
Находясь в заключении в Дахау, епископ сохранял приверженность антииудаистским взглядам, традиционным для острых христиано-иудейских отношений, но получившим особое распространение в XX веке.
Евреи (иудеи) сначала хотят юридического равноправия с христианами, чтобы затем подавить христианство, превратить христиан в неверующих и наступить им на шеи. Все современные европейские лозунги были придуманы распявшими Христа евреями: демократия, забастовки, социализм, атеизм, веротерпимость, пацифизм, мировая революция, капитализм и коммунизм. Все это изобрели евреи и их отец — дьявол.Оригинальный текст (серб.)Жидови хоће и желе, јер им је потребно прво да се изједначе законски са хришћанством, да би после потисли хришћанство и учинили хришћане безверним, и стали им петом за врат. Сва модерна гесла европска саставили су Жиди, који су Христа распели: и демократију, и штрајкове, и социјализам, и атеизам, и толеранцију свих вера, и пацифизам и свеопшту револуцију и капитализам и комунизам. Све су то изуми Жидова, односно оца њихова ђавола..
Несмотря на это, записано, что Николай спас еврейскую семью, способствуя их побегу из оккупированной нацистами Сербии. Эла Трифунович (Эла Найхаус) написала Сербской православной церкви, что она провела 18 месяцев, скрываясь в Любостинском монастыре, куда её контрабандой доставил Велимирович, охранял, а затем помогал двигаться дальше с фальшивыми документами.
Книгу «Земля недостижимая» (Земља Недођија, изд. 1950) Николай Велимирович посвятил теоретическому опровержению и моральному осуждению Гитлера, нацизма и присущего ему расизма.
Идеология еп. Велемировича и движения ЗБОР получила название «Свято-Саввинского национализма».

## Канонизация и почитание
18 марта 1987 года состоялось его прославление как местночтимого святого Шабачско-Валевской епархии. 12 мая 1991 года его останки перенесены в его родное село Лелич.
Канонизирован для общецерковного почитания как святитель 19 мая 2003 года решением Архиерейского собора Сербской церкви с установлением дня памяти 5/18 марта (день его упокоения) и 20 апреля/3 мая (день перенесения мощей). Канонизирован в храме Святого Саввы в Белграде 24 мая 2003 года.
6 октября 2003 года решением Священного синода Русской православной церкви имя святителя Николая было включено в месяцеслов Русской православной церкви с празднованием его памяти 20 апреля (день перенесения мощей), как это установлено в Сербской православной церкви.
8 мая 2004 года в Шабацкой епархии был освящён первый монастырь в честь святителя Николая. В этой обители находится музей святителя и «Дом владыки Николая».